# 晏殊
晏 殊（あん しゅ、991年 - 1055年）は、北宋の詞人。字は同叔。撫州臨川県沙河（現在の江西省南昌市進賢県文港鎮）の出身。子の晏幾道と共に二晏と称される。

## 経歴
神童と呼ばれ、7歳で文を作った。14歳で宋代最初の童子のための進士の試験を受け、翌年廷試を受けて進士となり、皇帝真宗から秘書省正字に任じられた。明道元年（1032年）、参知政事になった。同年、李宸妃の墓誌銘に関して仁宗の怒りに触れ、亳州知州に降格された。
慶暦2年（1042年）に中央政界に復帰し、宰相になった。しかし慶暦4年（1044年）、李宸妃の一件を契機に再度多くの非難を受け、収賄を理由として潁州知州に降格された。